# 汗达河
汗达河，位于中华人民共和国黑龙江省西北部呼玛县境内，是宽河左岸支流，发源于呼玛县南部铁帽山西北麓，干流自西向东流至老道店后转东南流，于三卡乡西北，宽河桥下游400～500米处汇入宽河。河流全长66千米，流域面1021平方千米。河道弯曲系数3.0，河道比降7.66‰，平均水深0.5～2米。年均径流量1.79亿立方米。汗达河流域位于三卡林场境内，森林茂密。流域内富含黄金、石英砂等矿藏。